# Korida

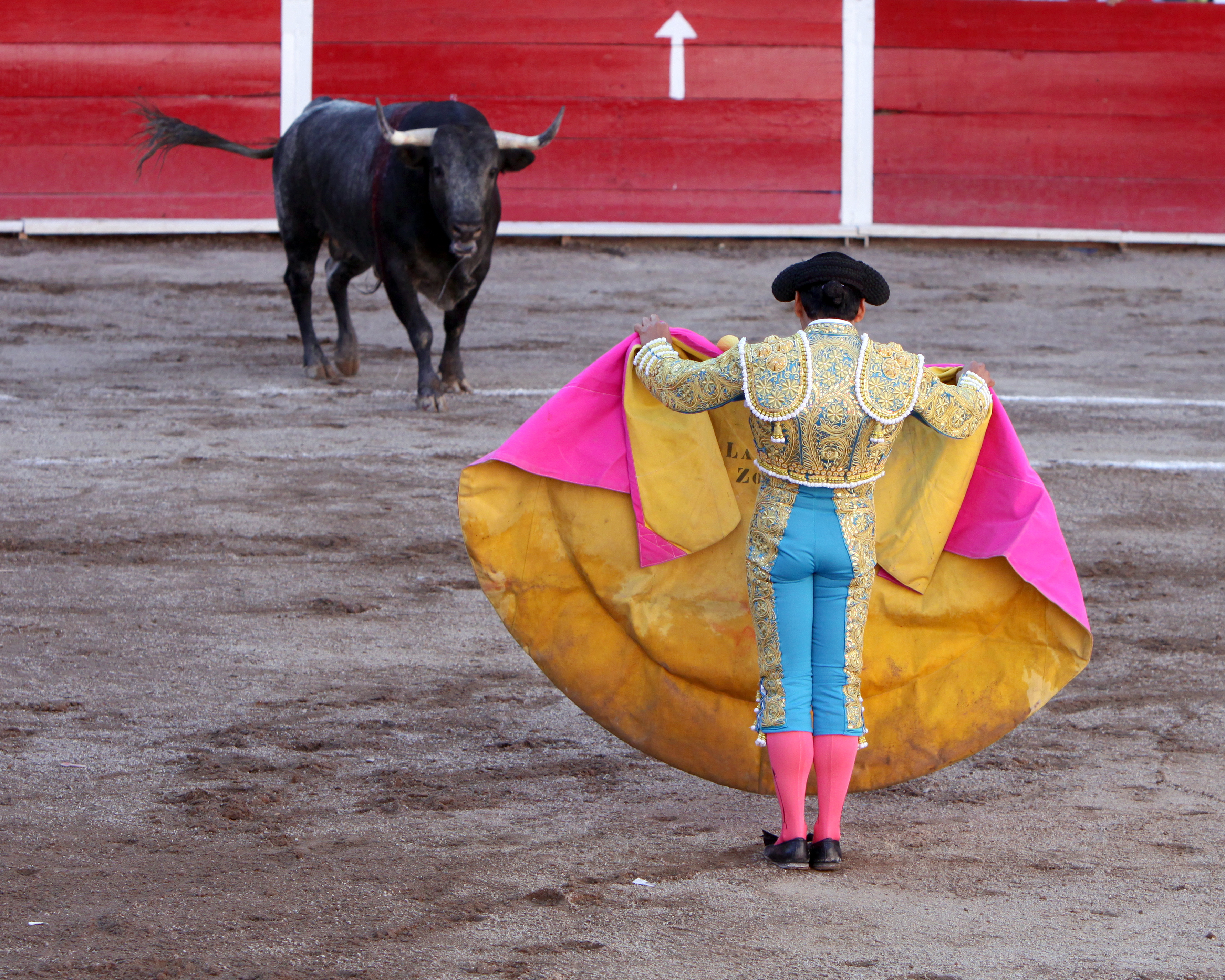
Korida na Feria Nacional de San Marcos v Aguascalientes, Mexiko.

Korida, nebo též býčí zápasy (španělsky Corrida de toros, nebo toreo), je tradiční představení provozované zvláště ve Španělsku, Portugalsku, Mexiku a  některých dalších zemích Latinské Ameriky. Aktéři této podívané, obecně známí jako toreadoři, býka různým způsobem dráždí, unikají jeho výpadům, podle místní tradice do jeho těla často zabodávají oštěpy či kopí, a, jedná-li se o koridu španělského typu, nakonec ho usmrtí mečem. Jenom ve Španělsku je při zhruba 1700 zápasech ročně usmrceno asi deset tisíc býků. Stále více lidí ale tuto tradiční podívanou považuje za formu týrání zvířat, proto je postupně zakazována, např. ve španělském Katalánsku nebo v některých zemích Latinské Ameriky, jako je Uruguay, Ekvádor, Kuba a Kostarika. Existují však i typy zápasů, při nichž není cílem býka zabít ani zranit, a také zápasy býků proti sobě navzájem.

## Historie

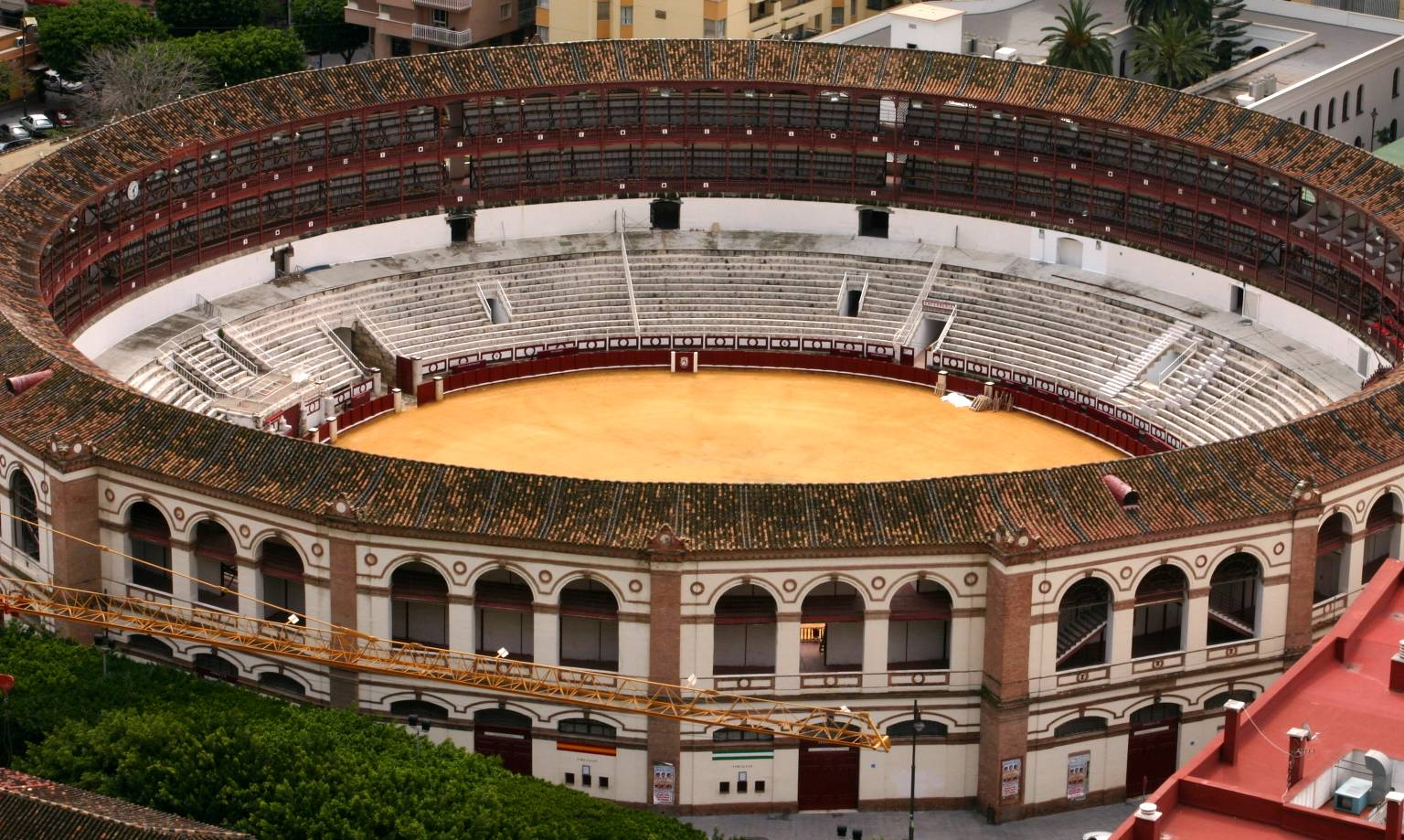
Plaza de toros de la Malagueta, Málaga

Nejstarším dokladem býčích zápasů nebo spíše her, cílem nebylo býka zranit či zabít, jsou vyobrazení z paláce v Knóssu. V období mínojské kultury zde mladí muži, snad kněží, předváděli rituál známý jako taurokathapsina, při němž přeskakovali přes hřbet běžících býků. Podobné rituály jsou doloženy i z říše Chetitů, starověké Baktrie, Kanaánu a zřejmě i Harappské civilizace v Indii. Na území Španělska se býčí zápasy poprvé objevily v 1. století za vlády římského císaře Claudia, údajně šlo původně o zvyk z řecké Thesálie. V 6. století však bylo předvádění zvířecích zápasů zakázáno křesťanskou církví. Ze středověku nejsou o býčích zápasech žádné zprávy. Za renesance (zřejmě v důsledku obnovy zájmu o antiku a římskou kulturu) se býčí zápasy pořádaly na některých místech Španělska i v Itálii. S býky rád zápasil např. Cesare Borgia. První moderní korida se konala v Madridu roku 1726.

## Býčí zápasy ve světě
Existuje několik typů býčích zápasů. Patří k nim jednak klasická korida ve španělském stylu, při níž je býk zpravidla usmrcen, dále korida v portugalském stylu, při níž zápasí s býkem pouze jízdní toreador a býka na konci zápasu nezabíjí. Od koridy se odlišuje francouzský býčí zápas course libre, indický býčí zápas džallikattu a jemu příbuzné formy z arabských zemí a východní Afriky. Dále existují i zápasy, při nichž býci zápasí s býky nebo s jinými zvířaty.

### Korida španělského typu
Nejznámějším typem zápasu je klasická korida, rozšířená ve Španělsku a některých zemích Latinské Ameriky, včetně Mexika, Guatemaly, Venezuely, Paraguaye, Bolívie a Peru. Při zápase s jedním býkem je přítomno šest torerů: dva pikadoři na koních ozbrojení píkami, tři bandarilleros s opentlenými vrhacími oštěpy a jeden matador vybavený muletou a kordem. Býk je před zápasem důkladně vydrážděn ve zvláštní kleci v zázemí arény, odkud jej na daný signál vypustí. Nejprve proti býkovi nastoupí pikadoři. Jejich koně jsou od 30. let 20. století chráněni vycpaným oděním, ale i tak nejsou výjimkou jejich vážná zranění. Původně koně chráněni nebyli (jako to popisuje např. Hemingway ve své Fiestě) a býk jich v každém zápase zpravidla několik usmrtil. Alfred Brehm viděl v polovině 19. století zápas, při němž bylo šesti býky postupně usmrceno dvacet koní! Úkolem pikadora je pobodat býka dlouhou, velmi ostrou píkou, zejména do oblasti šíje a plecí. Poté následuje druhé kolo, kdy nastoupí bandarilleros a zabodají býkovi do těla své bandarilly, asi 80 cm dlouhé opentlené oštěpy, jejichž hroty mají zpětné háčky. Jde o velmi rafinované týrání, mající zvýšit býkovu zuřivost, ale přitom jej poněkud oslabit před vystoupením matadora. Bandarilly býkovi působí bolest a není možno je setřást. Zuřící býk se jich snaží zbavit a bandarilly při tom do sebe s třeskem naráží, což býka ještě vice stresuje. Nakonec vystupuje matador, mající mezi torery výsadní postavení, je vedle býka hlavním aktérem koridy. Matador je vybavený muletou, jíž odvádí býkovy útoky od svého těla a jeho zbraní je kord. Zpravidla nechá býka několikrát naprázdno zaútočit do mulety a nakonec, když býka dostal do vhodného postavení, jej probodne kordem. Někdy není bodnutí smrtelné a následují další rány kordem. Výjimečně se stává, že si publikum pro býka ještě před probodnutím vyprosí milost, což se děje máváním bílými šátky nebo kapesníky. V případě, že býk matadora vyřadí z boje, je proti němu nasazen další matador, býk tedy zápas nemůže "vyhrát". Probodnutý býk obvykle není ihned mrtvý, matadorův kord zpravidla projde jeho plícemi a jen zřídkakdy zasáhne srdce. Jeden z pomocníků proto dává býkovi řeznickým nožem ránu z milosti, v minulosti usmrcoval i vážně zraněné pikadorské koně. Býka potom pomocný personál přiváže za rohy na dvě lana a spřežení mul či mezků jej vytáhne z arény- Usmrcený býk se v zázemí arény nebo na blízkých jatkách rozbourá. O maso je značný zájem. V jednom zápase obvykle bojuje šest býků se třemi matadory.
Ve Španělsku existují i jiné formy býčích zápasů. Jedním z nich je v okolí Valencie toro embolado, při němž se býkovi upevní na rohy koule ze slámy, hadrů namočených v oleji či jiný hořlavý materiál a při vypuštění býka se zapálí. Vyděšený býk s hořícími rohy se vypustí do ulic, lidé ho dráždí, utíkají před ním, cílem není býka usmrtit. Ve městě Tordesillas se zase koná 8. září fiesta zvaná toro de la vega, při níž je na vytyčené dráze městskými ulicemi býk pronásledován jezdci na koních, vyzbrojenými píkami. Jezdci se snaží býka probodnout, oceňuje  jak první rána, tak smrtelné bodnutí. Pokud býk proběhne trasu rychleji než jezdci, dostává milost.

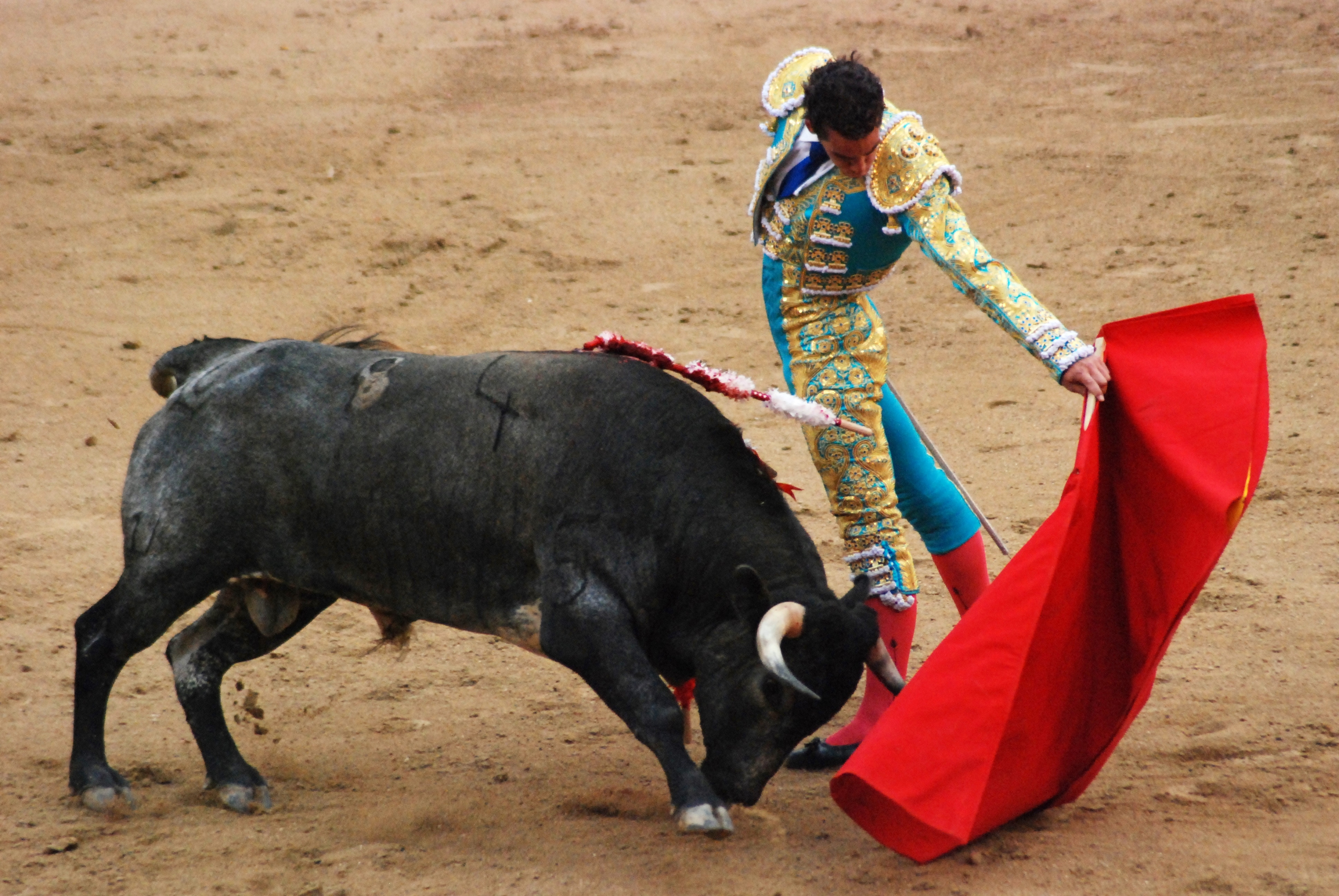
Toreador při práci s muletou

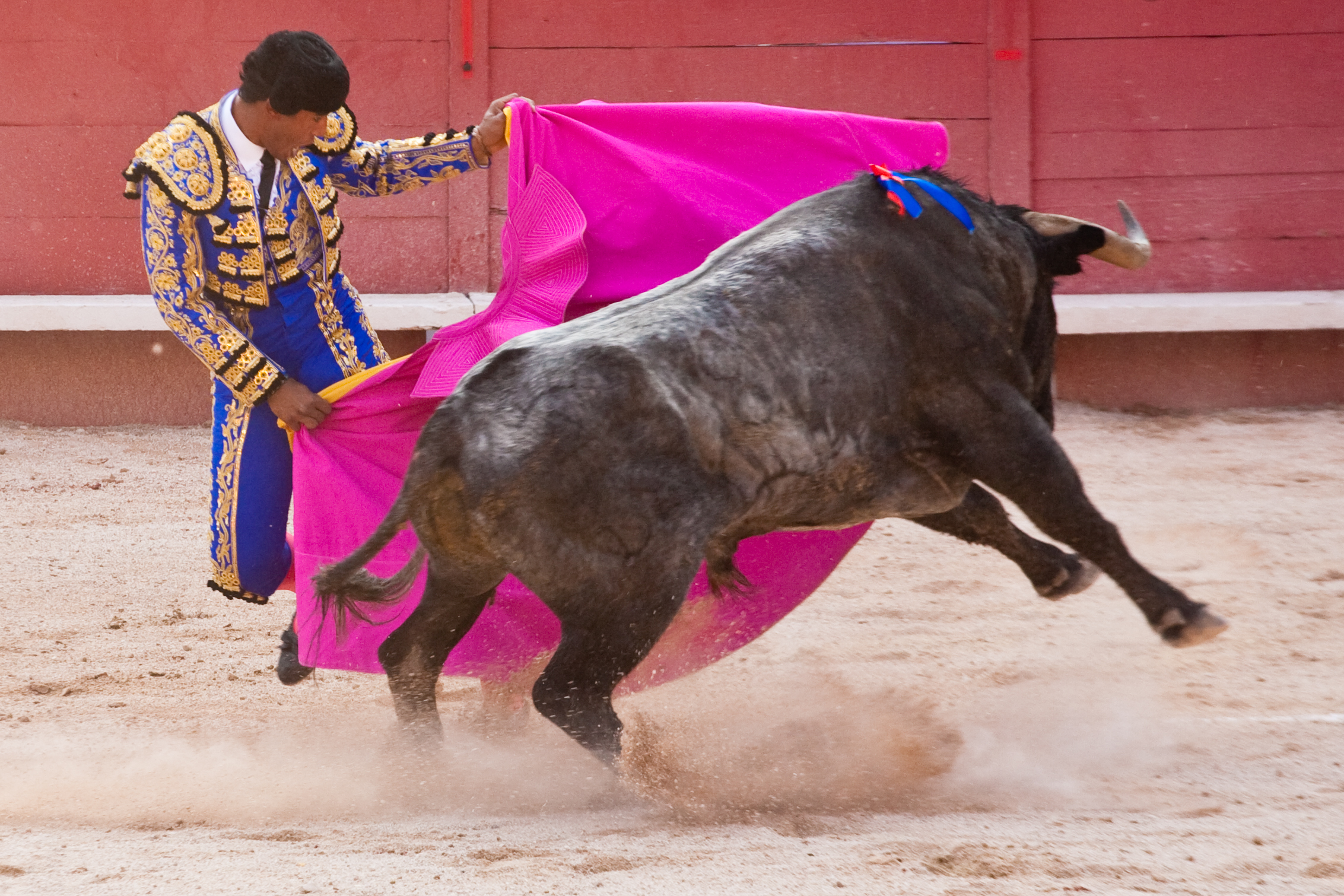
Toreador při obrátce (Arles, Francie)

### Korida portugalského typu
Při portugalské koridě není býk usmrcován, jízdní toreador zvaný cavaleiros musí do jeho šíje a krku zabodnout čtyři bandarilly (opentlené vrhací oštěpy). Poté nastoupí neozbrojení pěší zápasníci forcados, kteří se snaží býka drážděním unavit. Vyčerpaný býk je po zápase odveden do zázemí arény a podle vážnosti zranění buď ošetřen nebo utracen. 
Na Azorských ostrovech je znám zápas tourada à corda, kdy se skupina mladých mužů snaží přemoci býka uvázaného na laně, unavit ho a povalit na zem. Zápas se provozuje v ulicích.

### Další typy zápasů s býky
V severním Španělsku, hlavně v Navaře a v kraji La Rioja se provozuje recortes, forma býčích zápasů, při nichž býci nejsou zabíjeni, cílem je dráždění býka, obratné uskakování nebo přeskoky přes jeho hřbet, dokud se neunaví. Tento zvyk je znám i z baskické části Francie. Podobnou povahu měla také kapea, neprofesionální býčí zápas předváděný na náměstí či návsi v prostoru obehnaném barikádou. Do této provizorní arény se často vypouštělo více býků (obvykle mladých) najednou, diváci se bavili jejich drážděním a předváděném vlastní odvahy. Ve Španělsku byla kapea pro svou mimořádnou nebezpečnost zakázána již roku 1931, ilegálně se však konala ještě kolem roku 1970. Do současnosti přežívá pod názvem correlajas ve venkovských oblastech Kolumbie. 
V jižní Francii, zvláště ve městech Nimes a Arles, se pořádají býčí zápasy či spíše vystoupení zvané Course libre. Zápasníci zvaní razatuerové se při zápase snaží strhnout červenou kokardu, kterou má býk přivázanou k rohům. Jedinou zbraní zápasníka je rukavice s háčky, jimiž je kokarda zachycována. Pokud se zápasníkovi nepodaří býkovi kokardu strhnout během 20 minut, vítězí býk. Při těchto zápasech jsou používáni volně žijící býci z oblasti Camargue a po zápase jsou býci vraceni na pastviny.
Býčí zápasy zvané džallikattu se pořádají v jižní Indii, především ve vnitrozemí státu Tamilnádu,  a připomínají spíše americké rodeo.  Býkům je před zápasem na krk nebo na rohy uvázán šátek či květinový věnec, cílem je šátek či věnec býkovi sejmout, v některých případech je cílem býka povalit doslova "na lopatky". Zápasníci nejsou ozbrojeni a se zápasy bývají spojeny sázky. Podobné zápasy, jejichž cílem není usmrcení býka, se konají i na některých místech v Africe, především na ostrově Pemba), a v jižní Arábii, užívá se při nich i jakási muleta, obvykle vyrobená z rohoží.
Jednou z disciplín tradičního amerického rodea je i steer wrestling, při němž kovboj na koni pronásleduje mladého býka nebo vola, musí ho při seskoku z koně uchopit za rohy a povalit na hřbet tak, aby se zvíře žádnou nohou nedotýkalo země. Někdy se zápasu účastní dvojice kovbojů. Riziko zranění účastníků je značné, naopak býci a koně bývají zraněni jen zřídka. 
Při chilském rodeu spolupracuje dvojice jezdců, jejichž cílem je zastavit mladého býka s pomocí koní, buďto může být býk sevřen mezi dvojicí koní nebo mezi koněm a ohradou arény, která je vyložena rozhožemi nebo proutím.

### Zápasy býků s býky
Dalším typem zápasů jsou souboje dvou býků proti sobě, známé z Vietnamu, Thajska, Ománu, Spojených arabských emirátů nebo japonského ostrova Okinawa a dokonce i z Bosny a části Chorvatska. V Chorvatsku se tyto zápasy. známé jako borba bikova nebo bikijada, konají např. ve městech Šestanovac, Dicmo, Imotski nebo Vrbovec. Zápasy zpravidla nekončí zabitím ani vážným zraněním účinkujících býků. Někdy proti sobě místo býků zápasí krávy, což je známo ze švýcarského kantonu Valais, kde se na jaře konají zápasy krav místního plemene eringer.

### Zápasy býků s jinými zvířaty
Býčí zápasy byly v minulosti známy i v Anglii, jednalo se o souboje býků se psy, předky dnešního anglického buldoka. Tato představení organizovali řezníci, zápas končil ve chvíli, kdy se psu podařilo zakousnout býkovi do čenichu a pevně jej držet. Byly však zakázány zákonem na ochranu zvířat proti týrání již roku 1835. Ve městě Stamford se konal běh s býky v ulicích, zanikl však již na počátku 19. století. Do ulic při něm byl vypuštěn rozdrážděný býk, kterého lidé se psy naháněli, a nakonec zahnali na louku před městem, kde ho řezník porazil. maso z býka bylo rozdáno chudým.
Z Mexika se dochovaly také zprávy o zápasech býků s medvědy, které byly neobyčejně brutální, zvláště pokud byla zvířata k sobě připoutána řetězem či lanem.

## Kontroverze
Obhájci býčích zápasů často zdůrazňují, že si býci, určení ke koridě před svým "vystoupením" užijí 3-4 roky luxusního života, nesrovnatelného s životními podmínkami býků chovaných v zemědělství. Tvrdí se také, že při samotném zápase je býk tak vydrážděn, že kvůli vysoké hladině adrenalinu téměř necítí bolest. Samotné usmrcení býka matadorem je srovnatelně rychlé jako obvyklá porážka. Navíc existuje teoretická možnost, že býk svou statečností vzbudí obdiv diváků a ti si pro něj vyžádají milost. Takové případy však mnohdy končí utracením býka v zázemí arény, neboť zranění bývají příliš vážná, než aby mohl být vyléčen.
Odpůrci zdůrazňují krutost a rafinovanost týrání býka pomocí bodců, kopí a bandarillas (opentlených vrhacích oštěpů), které mají za úkol postupně zvyšovat bolest a tím i zuřivost zvířete. Je možné, že při závěrečném souboji s matadorem býk bolest necítí, ale předtím jistě ano. Kritizováno je i "nesportovní" chování matadora, který často před útočícím býkem poklekne, čímž vyjadřuje podřízenost, ale vzápětí opět zaútočí. Terčem kritiky je i chování diváků, které krvavá podívaná často uvede do stavu nadšení a extáze.

## Nehody při koridě
V roce 2011 došlo při koridě ke tragické události, býk jménem Marqués vypíchl toreadoru Juanu Josému Padillovi rohem oko. V roce 2016 došlo při koridě, poprvé v 21. století, k úmrtí toreadora Víctora Barrii. V roce 2017 byl jednomu toreadoru propíchnut krk a čelist.

## Inspirace pro literaturu a umění

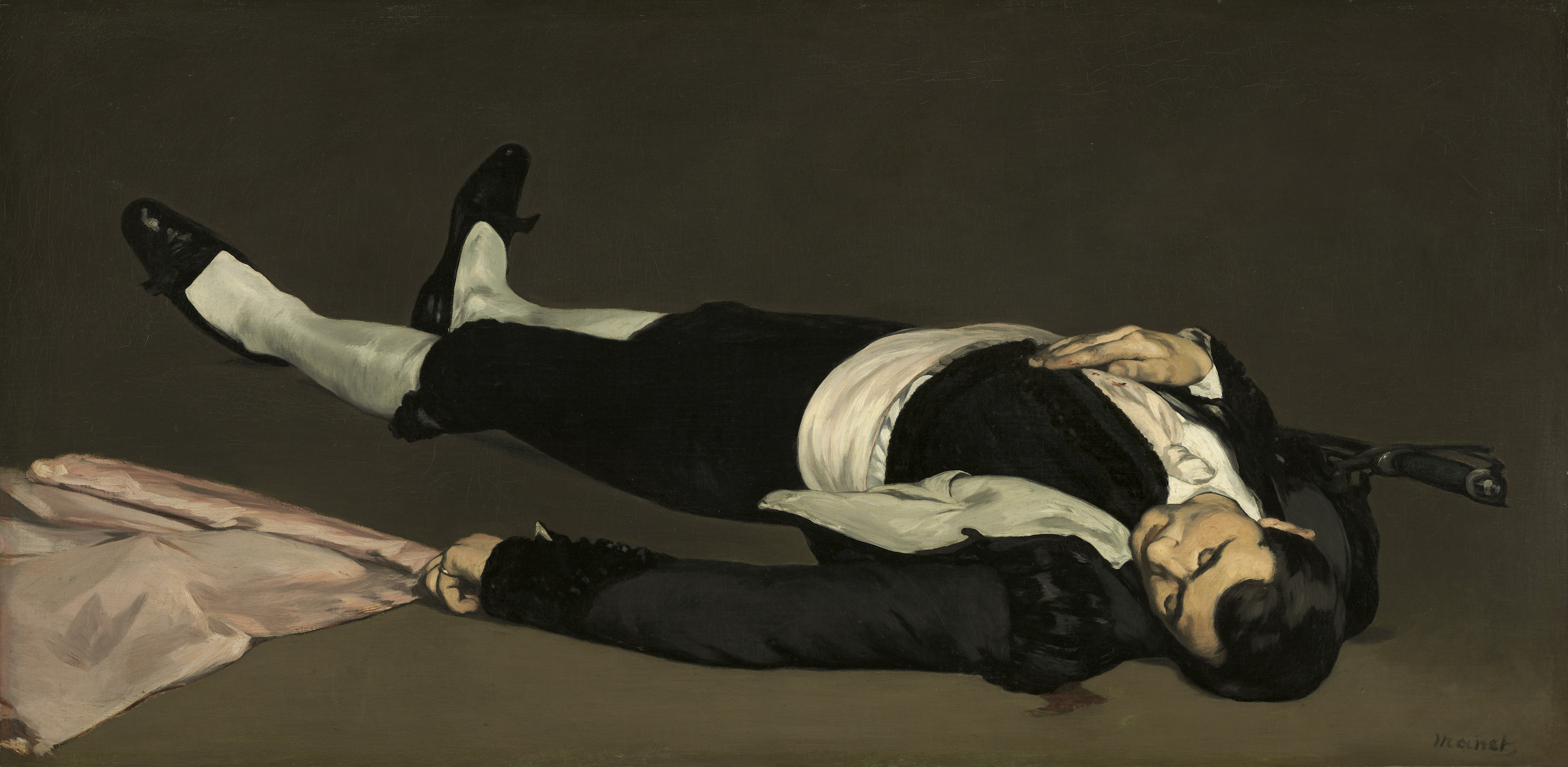
Manet, Édouard. Le Torero mort

Býčí zápasy jsou kontroverzní téma. Mezi slavnými osobnostmi se najde mnoho jejich odpůrců i obdivovatelů. Mezi odpůrci převažují ochránci zvířat a zoologové, jako byl už v 19. stol. Alfred Brehm a později např. Konrad Lorenz. Z našich autorů býčí zápasy odmítal např. Karel Čapek.
Korida se ale také stala inspirací mnoha umělců, zejména, ale nejen, španělského původu. Patří k nim malíři Francisco Goya, Edouard Manet, Vasilij Surikov, Pablo Picasso či Joan Miró. V literatuře inspirovala např. Prospera Mérimého, Ernesta Hemingwaye, Federica Garcíu Lorcu nebo Raye Bradburyho, ve vážné hudbě ji ztvárnil zejména Georges Bizet ve své opeře Carmen. Koridou je inspirován také známý společenský tanec passo doble.
Italská automobilka Lamborghini tradičně dává svým modelům názvy, inspirované jmény slavných arénních býků nebo jejich plemen (např. Miura, Urraco, Diablo, Gallardo, Murciélago, Reventón, Aventador a další).